# V. C. Birds internationella flygplats
V. C. Birds internationella flygplats (engelska: Antigua Airport) är en flygplats i Antigua och Barbuda.   Den ligger i parishen Parish of Saint George, i den norra delen av landet, 6 kilometer öster om huvudstaden Saint John's. V. C. Birds internationella flygplats ligger 18 meter över havet. Den ligger på ön Antigua.
Terrängen runt V. C. Birds internationella flygplats är platt. Havet är nära V. C. Birds internationella flygplats åt nordost. Närmaste större samhälle är Saint John's, 6,0 kilometer väster om V. C. Birds internationella flygplats. 
Omgivningarna runt V. C. Birds internationella flygplats är en mosaik av jordbruksmark och naturlig växtlighet. Runt V. C. Birds internationella flygplats är det ganska tätbefolkat, med 222 invånare per kvadratkilometer.